# 森本幸裕
森本 幸裕（もりもと ゆきひろ、1948年-　）は、日本の造園学者。京都大学名誉教授、元京都大学大学院地球環境学堂教授。社叢学会理事。一般社団法人いきもの共生事業推進協議会理事。亀岡市景観審議会委員。
農学博士。専門は環境デザイン学・景観生態学。京都大学大学院の他、京都造形芸術大学、大阪府立大学、京都学園大学バイオ環境学部で教授を歴任、日本緑化工学会会長、日本造園学会関西支部長、日本景観生態学会会長、国際景観生態工学学会連合（ICLEE）会長、文化審議会第三専門調査会長等を歴任。（公財）京都市都市緑化協会理事長を務める。
大阪生まれ。1977年京都大学大学院農学研究科博士課程単位取得退学。第37回日本公園緑地協会北村賞受賞。平成29年度日本造園学会賞上原敬二賞受賞。おもな作品に「雨庭」、梅小路公園「いのちの森」。

## 著書
- 『桜の教科書』（監修 ; 今西純一 著 ; 山崎猛 作画、京都通信社、2015年）
- 『特集 森と歩む日本再生 : 森林環境』（森林環境研究会【編著】;竹内 敬二;森本 幸裕【責任編集】朝日新聞出版、森林文化協会、2014年）
- 『景観の生態史観−攪乱が再生する豊かな大地』（森本幸裕 編、京都通信社、2012年）
- 『生物多様性COP10へ : 森林環境』（森林環境研究会【編著】, 朝日新聞出版、森林文化協会、2010年）
- 『最新環境緑化工学』（森本幸裕, 小林達明 編著、朝倉書店、2007年）
- 『環境デザイン学 : ランドスケープの保全と創造』（森本幸裕, 白幡洋三郎 編、朝倉書店、2007年）
- 『動物反乱と森の崩壊 : 森林環境』（森林環境研究会【編著】;森本 幸裕;安田 喜憲【責任編集】、朝日新聞社、森林文化協会、2007年）
- 『いのちの森 : 生物親和都市の理論と実践』（森本幸裕, 夏原由博 編著 京都大学学術出版会、2005年）
- 『NHK趣味悠々・樹木ウオッチング』（日本放送協会, 日本放送出版協会 編、日本放送出版協会、2002年）